# Eugenia Kowal
Eugenia Kowal z domu Kiwior (ur. 8 sierpnia 1922 w Swarzowie, zm. 21 marca 2012) – polska robotnica, poseł na Sejm PRL IV kadencji.

## Życiorys
Córka Stanisława i Marii z domu Gawęda. Uzyskała wykształcenie podstawowe. Pracowała na stanowisku brygadzistki zmianowej w Niedomickich Zakładach Celulozy. Wstąpiła do Polskiej Zjednoczonej Partii Robotniczej. W 1965 uzyskała mandat posła na Sejm PRL IV kadencji w okręgu Tarnów. W trakcie kadencji zasiadała w Komisji Leśnictwa i Przemysłu Drzewnego.
Odznaczona Brązowym i Srebrnym Krzyżem Zasługi, Medalem 10-lecia Polski Ludowej, a także Brązową Odznaką Związkową.